# Grünmanteltrogon

Verbreitungsgebiet des Grünmanteltrogones

Der Grünmanteltrogon (Trogon viridis), Syn. Trogon strigilatus (Das Weibchen wurde ursprünglich von Linnaeus als eigene Art beschrieben), ist eine Vogelart aus der Familie der Trogone (Trogonidae).
Früher wurde die Art als Unterart (ssp.) des Weißschwanztrogons (Trogon chionurus) angesehen und als „Trogon chionurus viridis“ bezeichnet.
Aufgrund von phylogenetischen Untersuchungen und Unterschieden im Gefieder wurden die Arten getrennt und jeweils als eigenständig angesehen.
Der Vogel kommt im Osten der Anden von Kolumbien südlich bis Peru und Bolivien, ostwärts über Trinidad und Tobago, Guyana bis Ostbrasilien vor sowie mit einer weiteren Population an der Südostküste Brasiliens.
Der Lebensraum umfasst feuchte Wälder im Tiefland und den Andenausläufern, Waldränder, Galeriewald, Terra Firme und überflutete Gebiete bis 750 bis 2350 m Höhe.

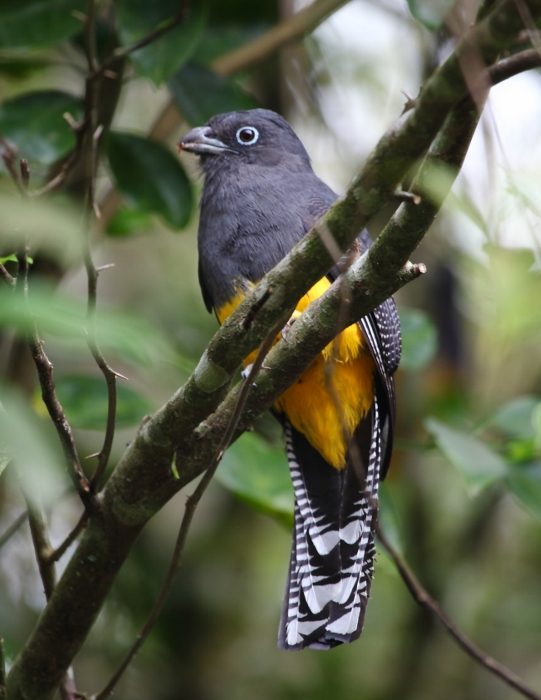
Weibchen in Brasilien

Der Artzusatz kommt von lateinisch viridis ‚grün‘.

## Merkmale
Die Art ist 25–29 cm groß, das Männchen wiegt 77–99, das Weibchen 74–107 g, der größte Trogon mit einem gelben Bauch. Das Männchen hat einen blauen Schnabel, einen blass blauen Augenring, Kopf und Brust sind bläulich schwarz. Die Oberseite ist metallisch grün, die Flügelspiegel zart schwarz-weiß marmoriert und wirken aus der Distanz grau. Die Handschwingen haben weißliche äußere Ränder, der eher kurze Schwanz ist violett mit schwarzer Spitze auf der Oberseite und nahezu ganz weiß auf der Unterseite. Bauch bis Unterschwanzdecken ist hell gelb. Ein weißes Brustband fehlt.
Das Weibchen ist matter gefärbt, Kopf und Oberseite sind dunkelgrau, der geschlossene Augenring ist auch grau. Der Flügelspiegel ist kleiner, die äußeren Schwanzfedern haben breite weiße Spitzen, die Schwanzunterseite ist gebändert, die übrige Unterseite gelb.
Die Iris ist dunkel, die Füße sind grau.
Jungvögel sehen wie Weibchen aus, haben aber mehr weiß auf den äußeren Steuerfedern und gelbbraune Flecken auf den Außenfahnen der Flügeldecken, die Männchen haben zusätzlich etwas grünlichbronzefarbenen Glanz.
Die Art unterscheidet sich vom Veilchentrogon (Trogon violaceus) durch den blauen Augenring, die kräftigere blauschwarze Fiederung an Kopf und Brust, durch das fehlende Brustband und weniger Schwarz an der Schwanzunterseite. Das Weibchen unterscheidet sich durch den vollständigen Augenring, die Farbe der Unterseite und des Schwanzes sowohl von den Weibchen des Veilchentrogons als auch denen des Blauscheiteltrogons (Trogon curucui).

## Geografische Variation
Die Art ist monotypisch.

## Stimme
Der Gesang wird als Folge hohlklingender, sanfter Pfeiflaute, schneller und höher werdend beschrieben „cowl cowl cowl“, oder als lebhafte „kyoh“ or „cow“ Laute, auch gibt es langsames Schnurren und einzelne „chuck“-Laute sowie ein schimpfendes „kwa...kwa...kwo-kwo-kwo-kwo-kwo“. Manche erinnern an den Veilchentrogon (Trogon violaceus). Der Ruf ist ein tiefes Gackern in langsamer Folge „cuk cuk cuk“.

## Lebensweise
Die Art ist ein Standvogel.
Die Nahrung besteht hauptsächlich aus Früchten und Beerenobst wie Schwarzmund-, Myrten-, Sapoten- und Annonengewächse, auch Käfer, Heuschrecken, große grüne Raupen, große Ameisen, Gespenstschrecken und Echsen. Gesucht wird einzeln oder auch in gemischten Jagdgemeinschaften, meist in mittlerer Baumhöhe.
Die Brutzeit liegt zwischen Februar und April in Venezuela, im Juni in Ostkolumbien, zwischen Februar und Juli in Suriname, zwischen März und Juli in Trinidad, zwischen August und September sowie Dezember bis März in Französisch-Guayana, zwischen Januar und März in Brasilien.
Das Nest wird in einem Termitenbau auf Bäumen, manchmal in einer Baumhöhle 10 bis 20 m über dem Erdboden angelegt, gern am Waldrand oder an Lichtungen.
Das Gelege besteht aus 2–3 glänzend weißen Eiern.

## Gefährdungssituation
Der Bestand gilt als „nicht gefährdet“ (least Concern).